# Alamis transvaalica
Alamis transvaalica är en fjärilsart som beskrevs av Embrik Strand 1917. Alamis transvaalica ingår i släktet Alamis och familjen nattflyn. Inga underarter finns listade i Catalogue of Life.